# Lignes de vaporetti à Venise
Le principal moyen de transport vénitien est le vaporetto, bateau-bus, qui circule sur plusieurs lignes.

## Ligne 1
La ligne 1 est une ligne qui part de la Piazzale Roma (arrivée des bus et du tramway de Mestre), et elle dessert tous les arrêts du grand canal du terminus jusqu'à Salute (fin du grand canal), elle rejoint finalement l'île du Lido en longeant Venise et en s'arrêtant à San Zaccaria / Piazza San Marco, Arsenale, Giardini et Santa Elena.

## Ligne 2
La ligne 2 est une version express de la ligne 1, ne desservant que 6 stations sur le Grand Canal et ne desservant le Bacino di San Marco et le Lido qu'en haute saison. Au-delà du piazzale Roma (Venise), la ligne dessert par ailleurs l'île parking de Tronchetto et 7 stations sur le canal de la Giudecca.

## Ligne 3
La ligne 3 est une ligne qui relie piazzale Roma aux 6 stations de l'île de Murano en passant par la gare ferroviaire et le canal de Cannaregio.
Il s'agissait auparavant d'une ligne identique à la ligne 1 mais réservée aux habitants de Venise. Cette expérimentation n'ayant pas été très bien perçue, elle a été abandonnée .

## Lignes 4.1 et 4.2
Partant de la piazzale Roma (Venise), ces lignes circulaires font le tour de l'île de Venise par le canal de la Giudecca, le bassin de Saint-Marc, les fondamente Nuove, l'île de Murano et le canal de Cannaregio.
Les .2 font le tour dans les sens de l'aiguille d'une montre, les .1 dans le contresens.

## Lignes 5.1 et 5.2
Partant de la piazzale Roma (Venise), ces lignes circulaires font le tour de l'île de Venise par le canal de la Giudecca, le bassin de Saint-Marc, le Lido, les fondamente Nuove et le canal de Cannaregio.
Les .2 font le tour dans les sens de l'aiguille d'une montre, les .1 dans le contresens.

## Ligne 6
Cette ligne express active en journée pendant la semaine, relie Piazzale Roma (Venise) au Lido (Venise) en passant par la rive nord (Zattere) du canal de la Giudecca.

## Ligne 7
Ligne express de haute saison reliant la place Saint-Marc à Murano.

## Ligne 9
La ligne 9, anciennement "T" comme traghetto ou Torcello, fait la navette entre l'île de Burano et celle de Torcello.

## Ligne 10
Cette ligne express n'opère qu'en semaine aux heures de pointe entre Zattere (rive nord du canal de la Giudecca), San Marco et le Lido.

## Ligne 12
Cette ligne (anciennement ligne "Lagunare" puis "LS") part de Fondamente Nuove et dessert les îles de Murano, Mazzorbo, Torcello (en soirée), Burano avant de rejoindre Treporti puis Punta Sabbioni.

## Ligne 13
Cette ligne part de Fondamente Nuove et dessert les îles de Murano, Vignole et Sant'Erasmo avant de rejoindre Treporti.

## Lignes 14, 14L et 15

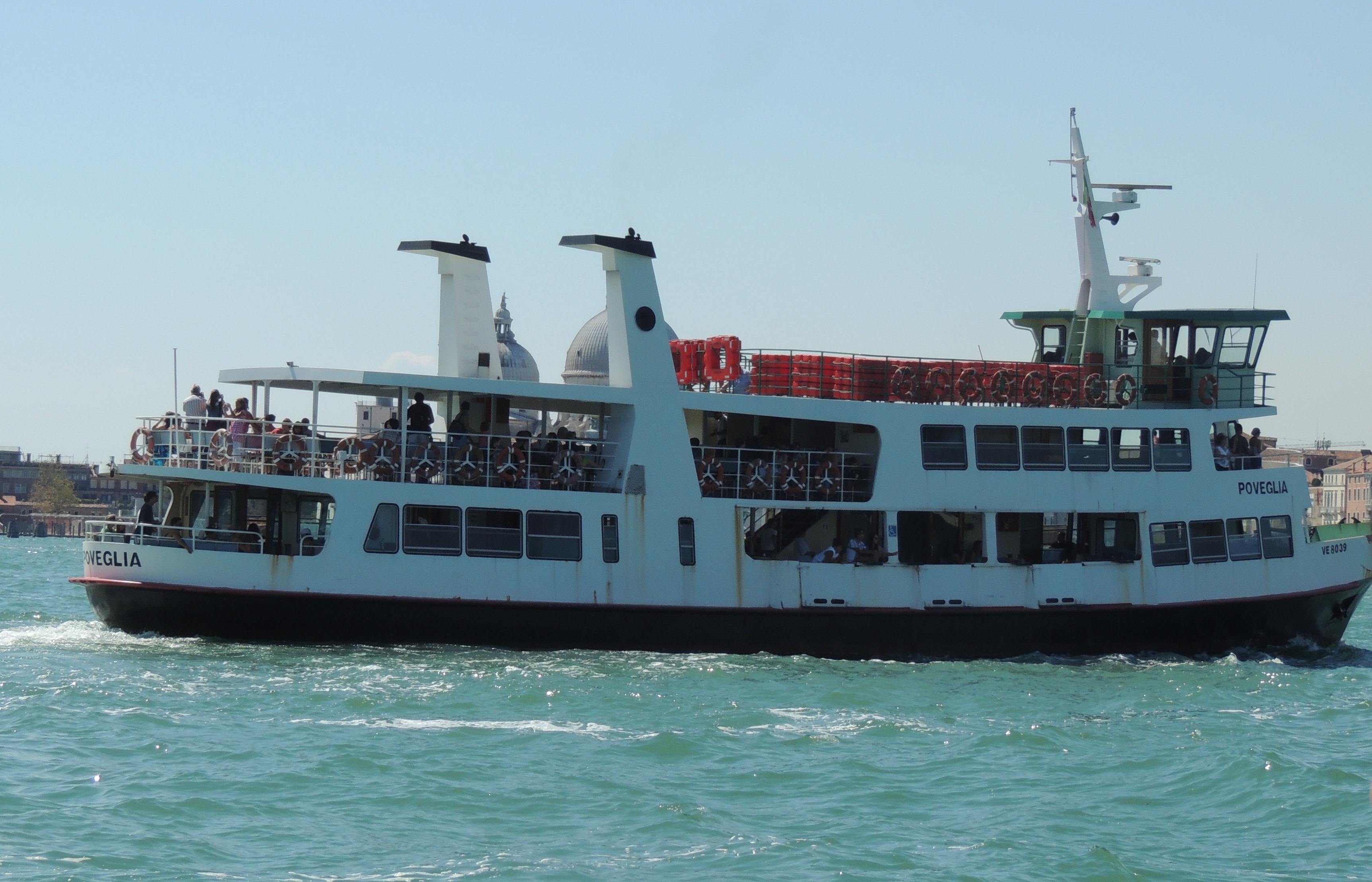
Bateau opérant sur la ligne 14

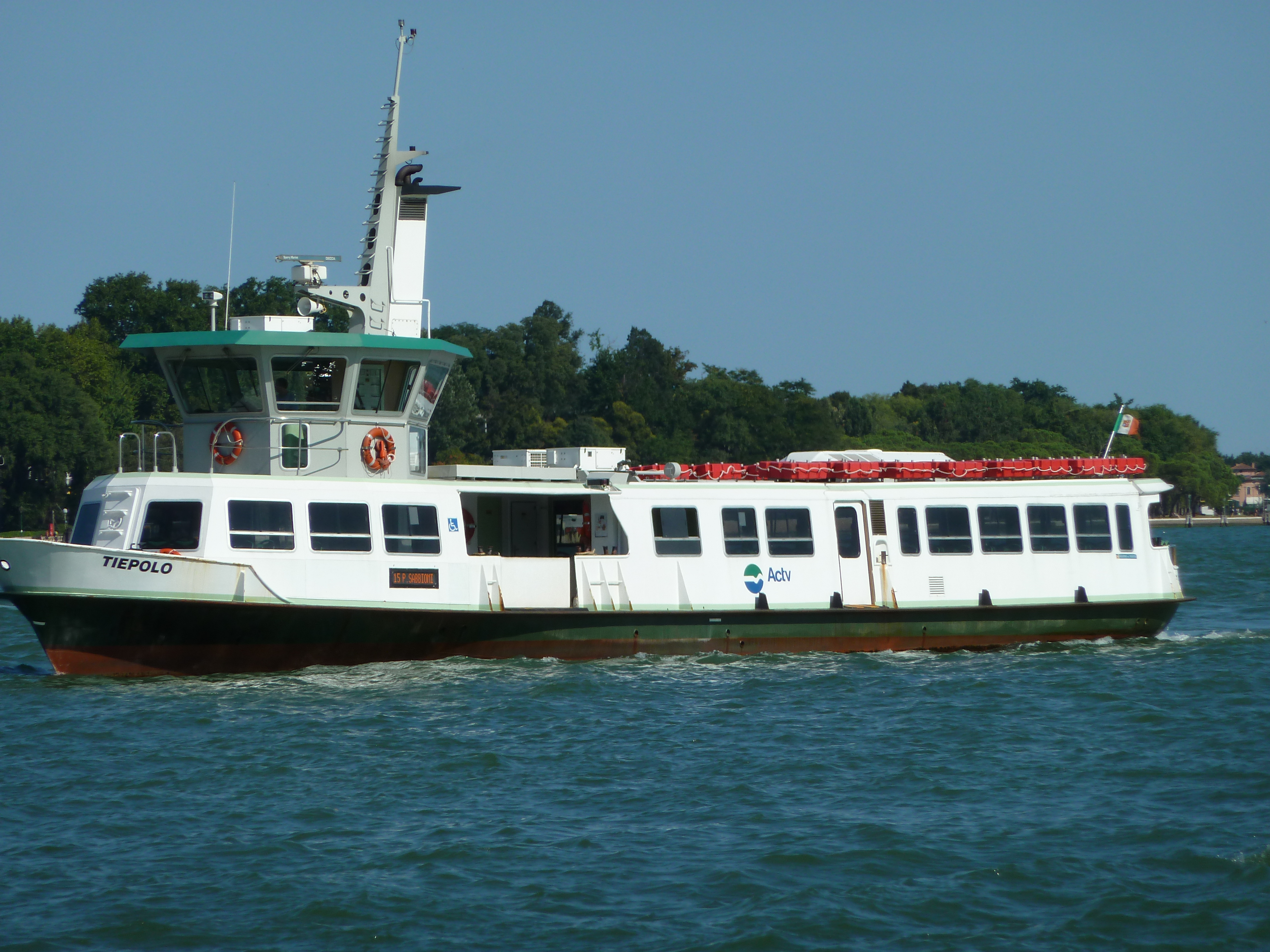
Un foraneo de la ligne 15 direction de Punta Sabbioni

Ces lignes à grands bateaux partent de San Zaccaria (église de la Pietà) et desservent le Lido (Venise), puis Punta Sabbioni.

## Ligne 16
La ligne 16, anciennement "F", relie Zattere (rive nord du canal de la Giudecca) au terminal de Fusina sur la terre ferme.

## Ligne 17
Cette navette (traghetto ou bac) relie sans arrêt l'embarcadère des ferry-boat (station Tronchetto) au Lido (Venise) et transporte des voitures.

## Ligne 20
Cette ligne relie San Zaccaria aux îles de San Servolo et San Lazzaro degli Armeni.

## Lignes Alilaguna
Trois lignes relient Venise et l'aéroport Marco Polo. Elles ne sont pas gérées par ACTV mais par la société Alilaguna.

### Ligne A
- Place Saint-Marc, 5 stations du Grand Canal (Venise), le Canal de Cannaregio  (ligne A);

### Ligne B
Place Saint-Marc, le Lido (Venise), les Fondamente Nuove et Murano (ligne B).

### Ligne R
Place Saint-Marc, le Lido (Venise), la Certosa, Murano (ligne ROSSA rouge - en saison)

## Lignes N
La ligne N est la ligne nocturne à Venise qui suit à peu près le même parcours que la ligne 2. Il existe aussi deux autres lignes nocturnes desservant l'ile de Murano (ligne "N Murano") et le Nord de Venise (ligne "N Laguna Nord"). 